# Płyta Środkowoizerska
Płyta Środkowoizerska (czes. Středojizerská tabule) jest północną częścią Płyty Izerskiej (czes. Jizerská tabule).
Powierzchnia wynosi 439 km². Najwyższym wzniesieniem jest Rokytská horka (410 m n.p.m.).

## Położenie
Od północnego zachodu i północy graniczy z Wyżyną Ralską (czes. Ralská pahorkatina), od wschodu z Wyżyną Jiczyńską (czes. Jičínská pahorkatina), a od południa z Płytą Dolnoizerską (czes. Dolnojizerská tabule).
Większa część leży na prawym brzegu Izery, pomiędzy miastami: Kuřívody, Mnichovo Hradiště, Mladá Boleslav, Benátky nad Jizerou i Mšeno.
Pod względem administracyjnym obejmuje części powiatów Mladá Boleslav i Mielnik w kraju środkowoczeskim oraz powiatu Czeska Lipa w kraju libereckim.

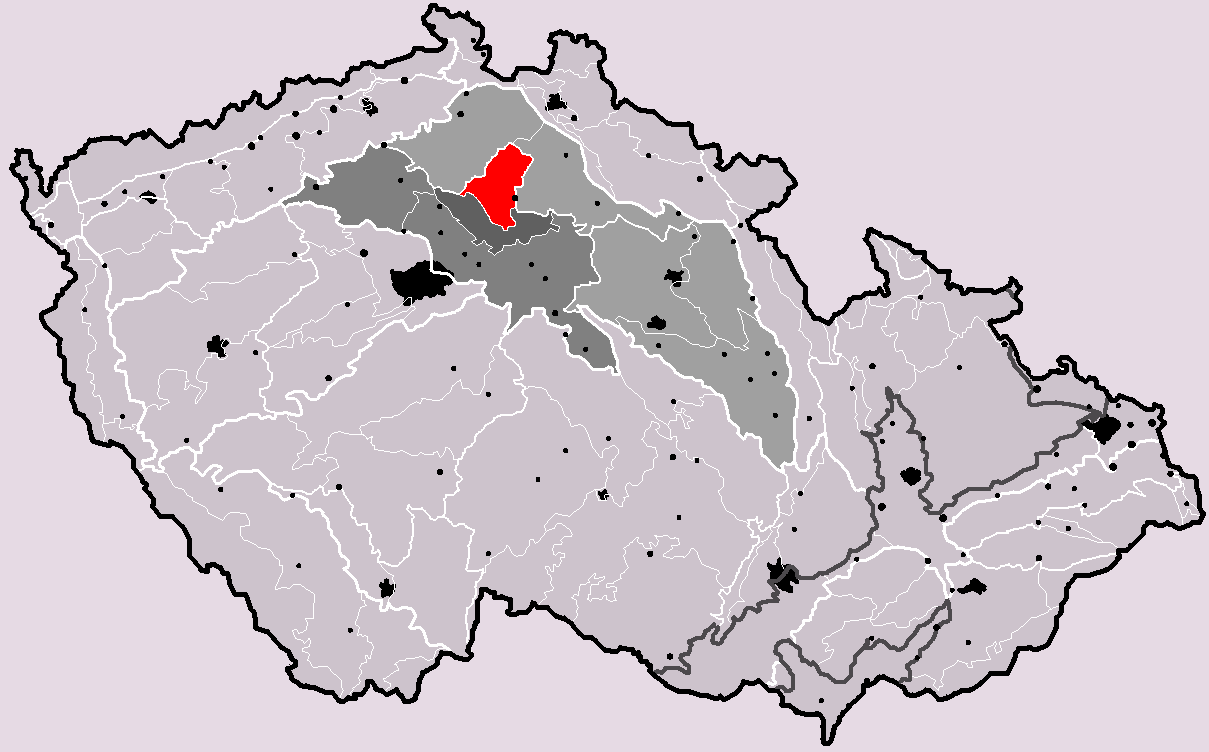
Położenie Płyty Środkowoizerskiej

## Opis
Jest to pagórkowata wyżyna z rozległymi, kopulastymi wzniesieniami, pocięta głęboko wciętymi dolinami rzek, niekiedy o charakterze wąwozów. Część południowa, w dorzeczu Strenického (Skalského) potoka, jest nachylona ku południowemu wschodowi, ku głęboko wciętej dolinie Izery.

## Najwyższe wzniesienia
- Rokytská horka (410 m), Bělská tabule
- Jezovská hora (400 m), Bělská tabule
- Radechov (392 m), Bělská tabule
- Orlí (381 m), Bělská tabule
- Lysá hora (365 m), Bělská tabule
- Bezvel (340 m), Skalská tabule

## Podział
Płyta Środkowoizerska dzieli się na:
- Płyta Bielska (czes. Bělská tabule)
- Płyta Skalska (czes. Skalská tabule)

## Budowa geologiczna
Zbudowana jest głównie ze skał osadowych wieku górnokredowego (środkowy turon): głównie piaskowców wapnistych i ilasto-wapnistych, podrzędnie mułowców, iłowców.
Duże obszary przykryte są plejstoceńskimi lessami.
W części północnej, przede wszystkim w dorzeczu rzeki Bělá występują wzniesienia zbudowane z trzeciorzędowych bazaltów.

## Wody
Leży w dorzeczu Łaby (czes. Labe). Odwadniają ją jej dopływy: Izera (czes. Jizera), Bělá, Strenický potok.

## Galeria

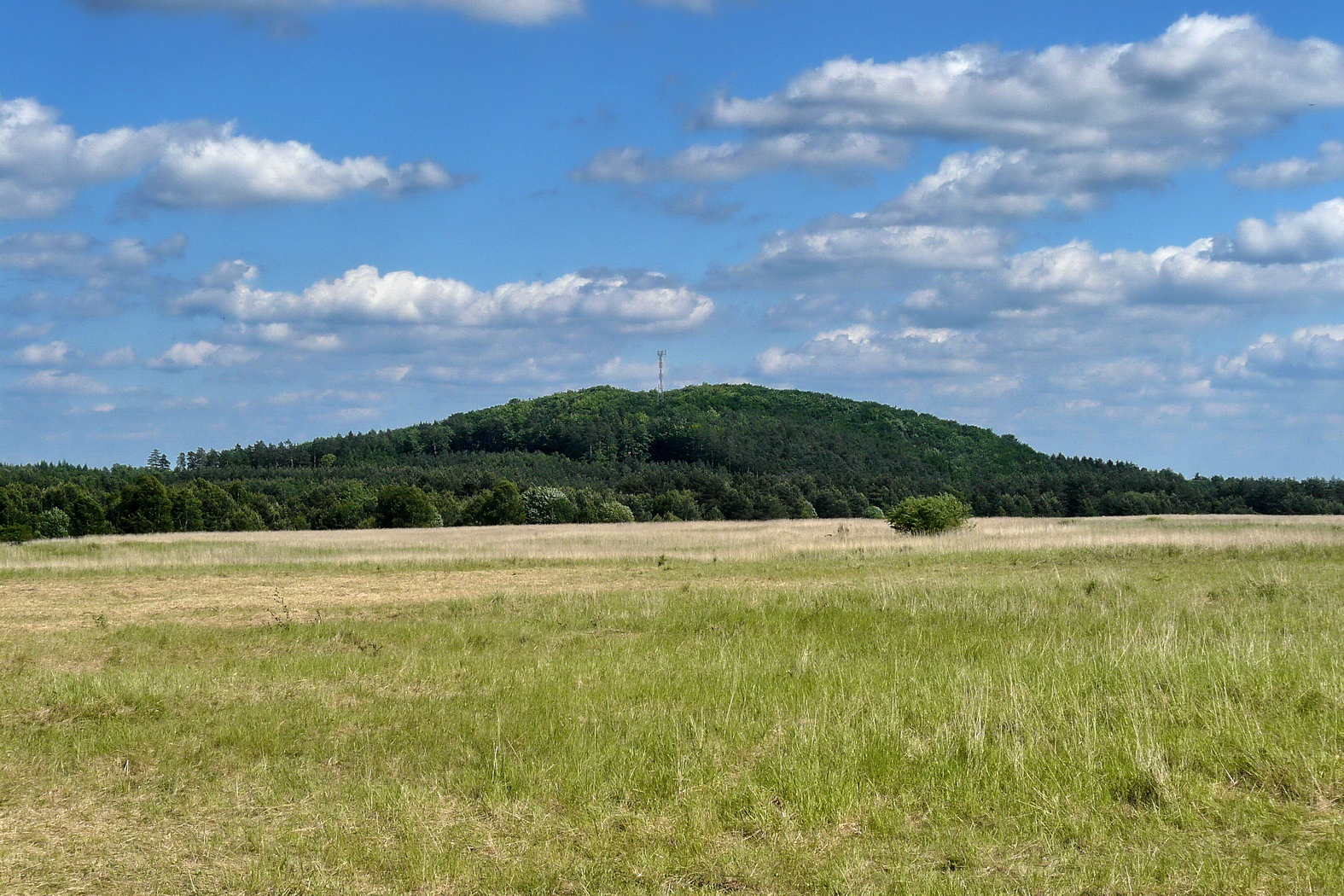
Jezovská hora od północnego zachodu
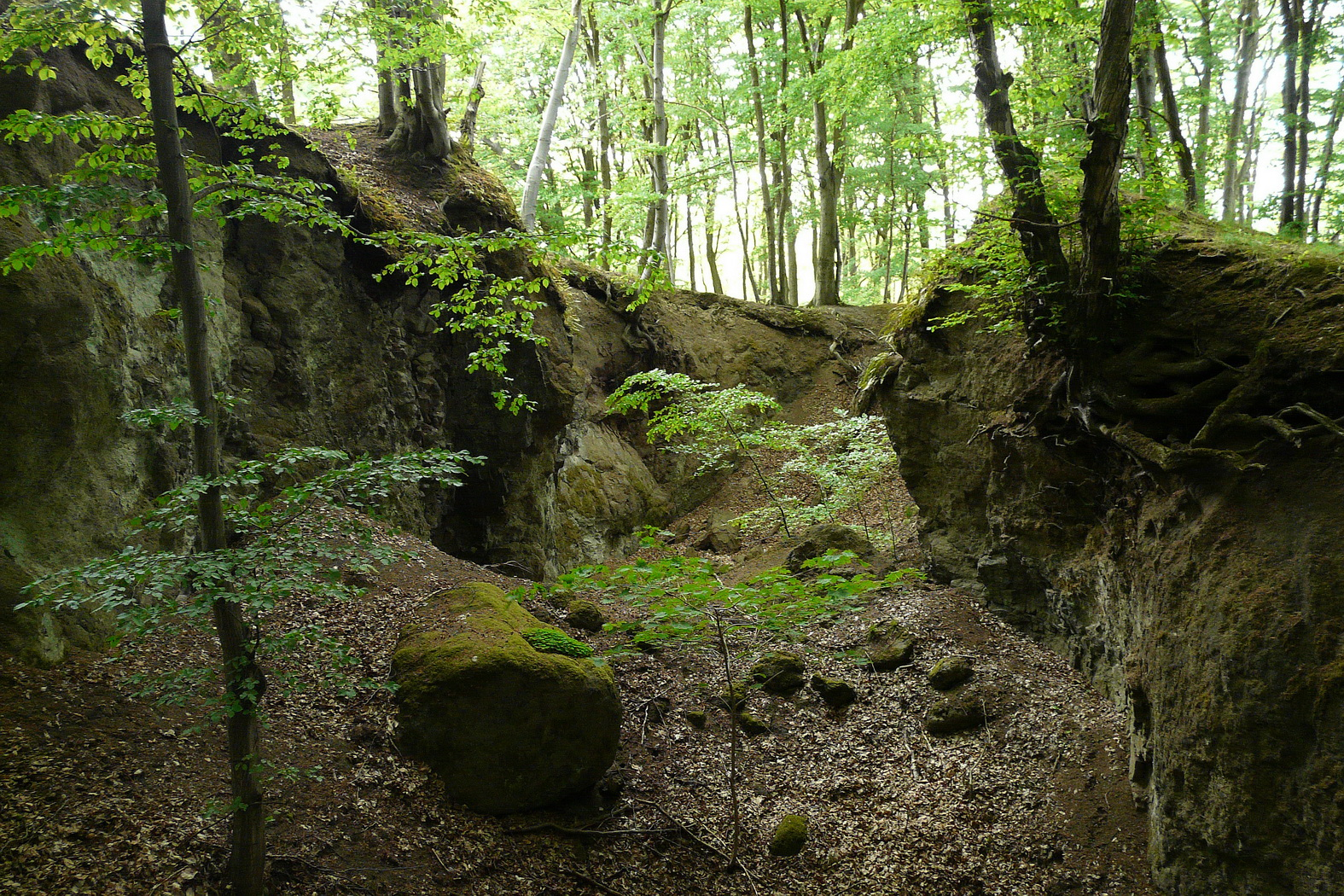
Stary kamieniołom bazaltu na Jezovské hoře
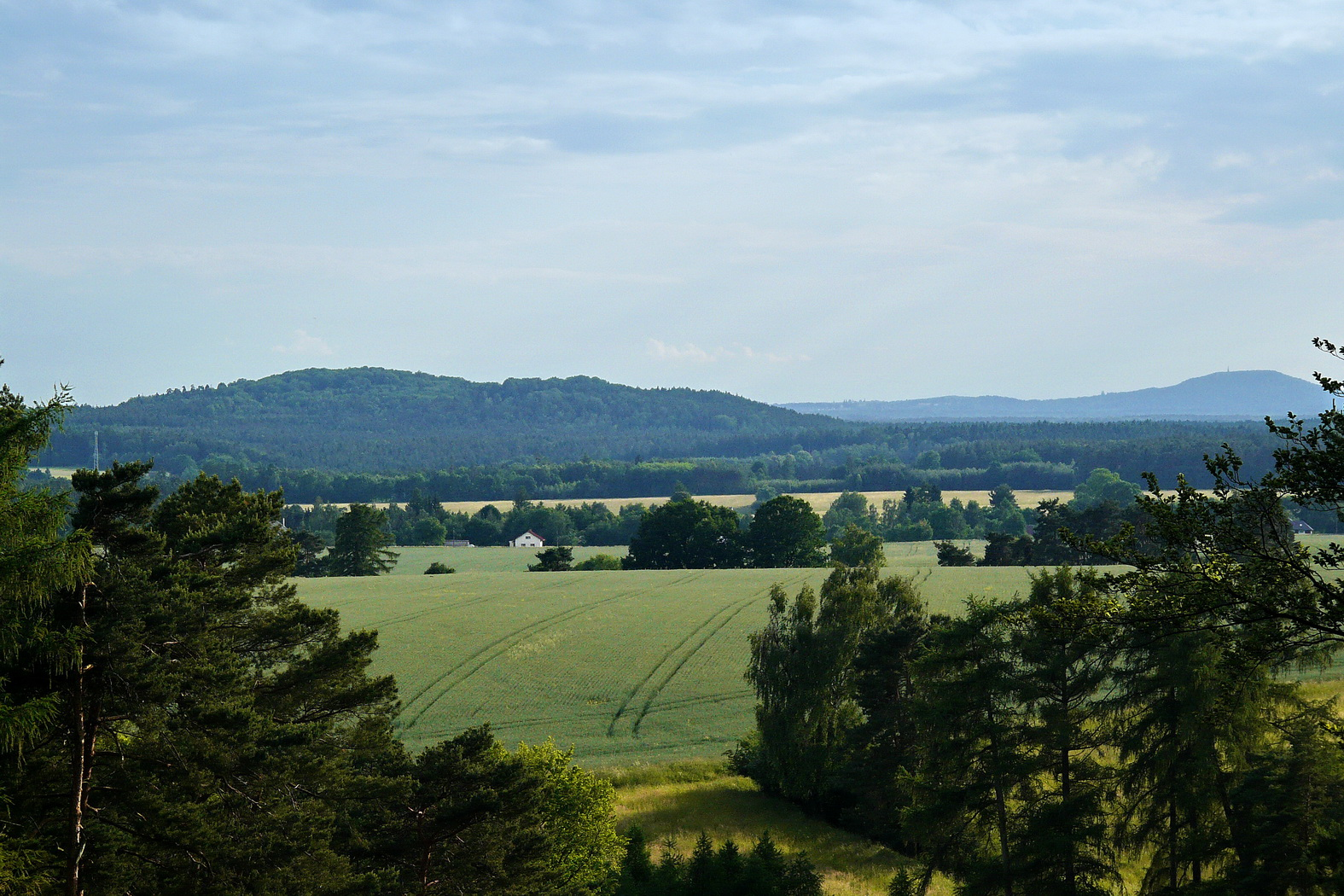
Radechov i Vrátenská hora z Orlí
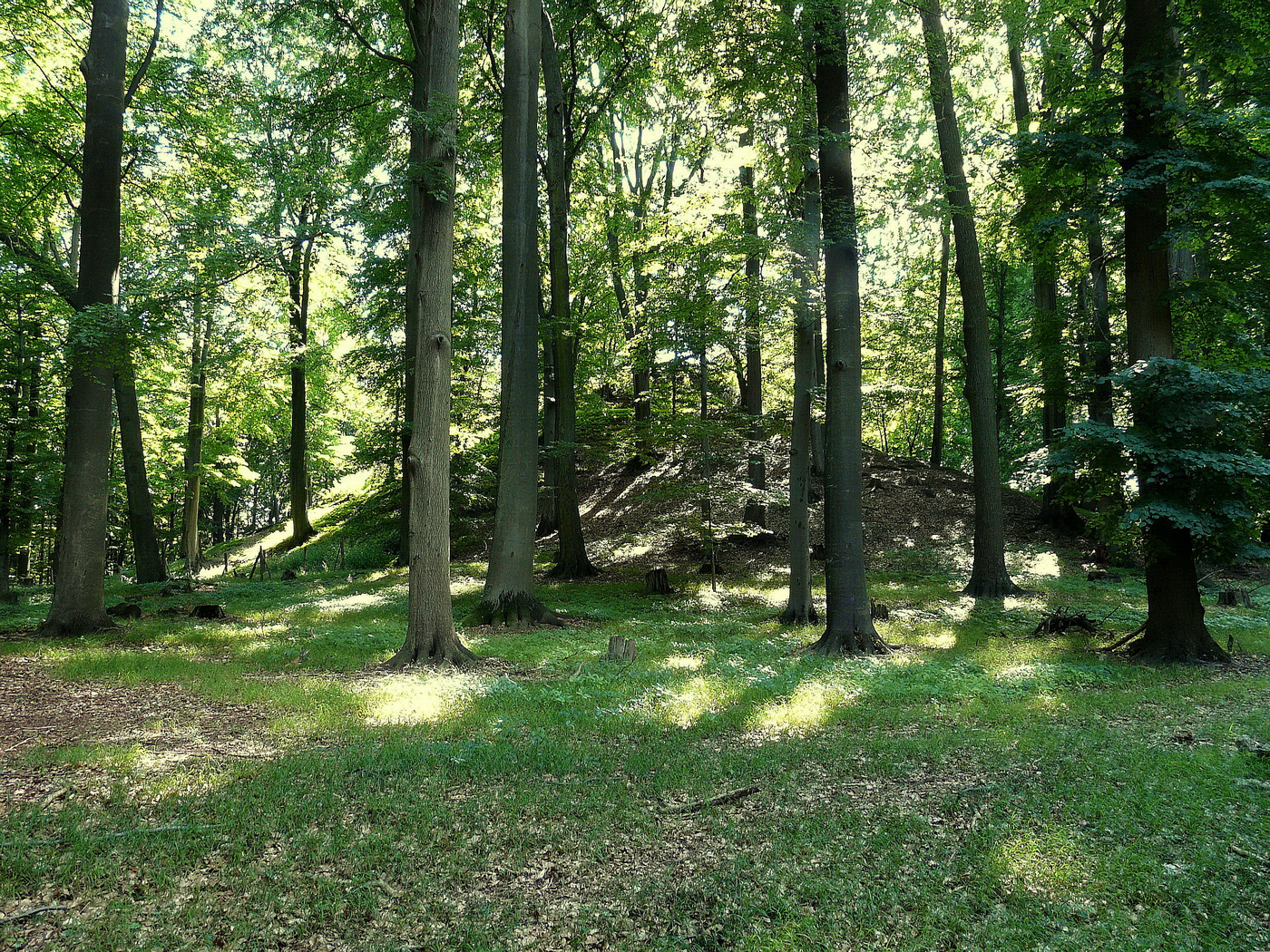
Południowy wierzchołek Radechova
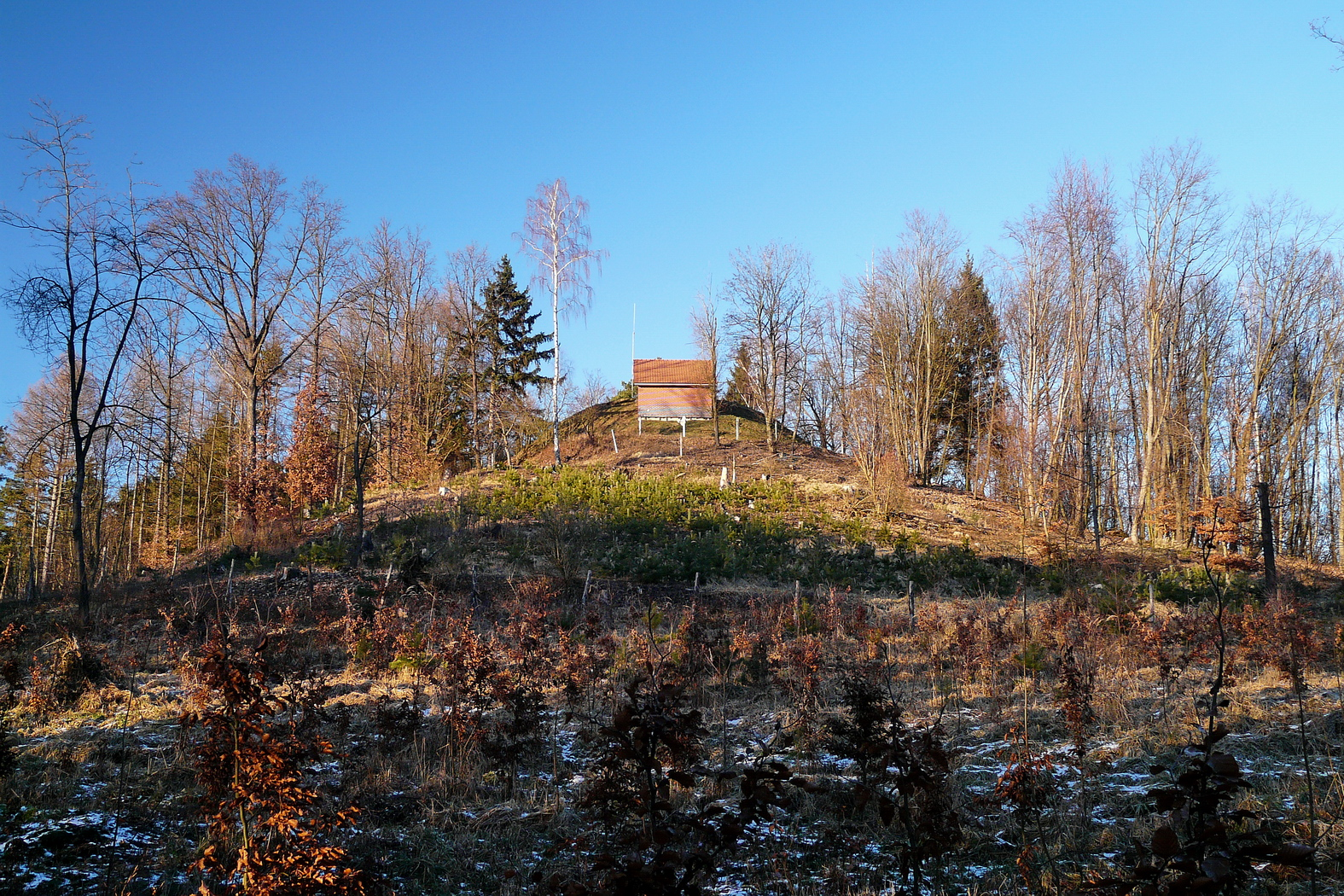
Šibeniční vrch
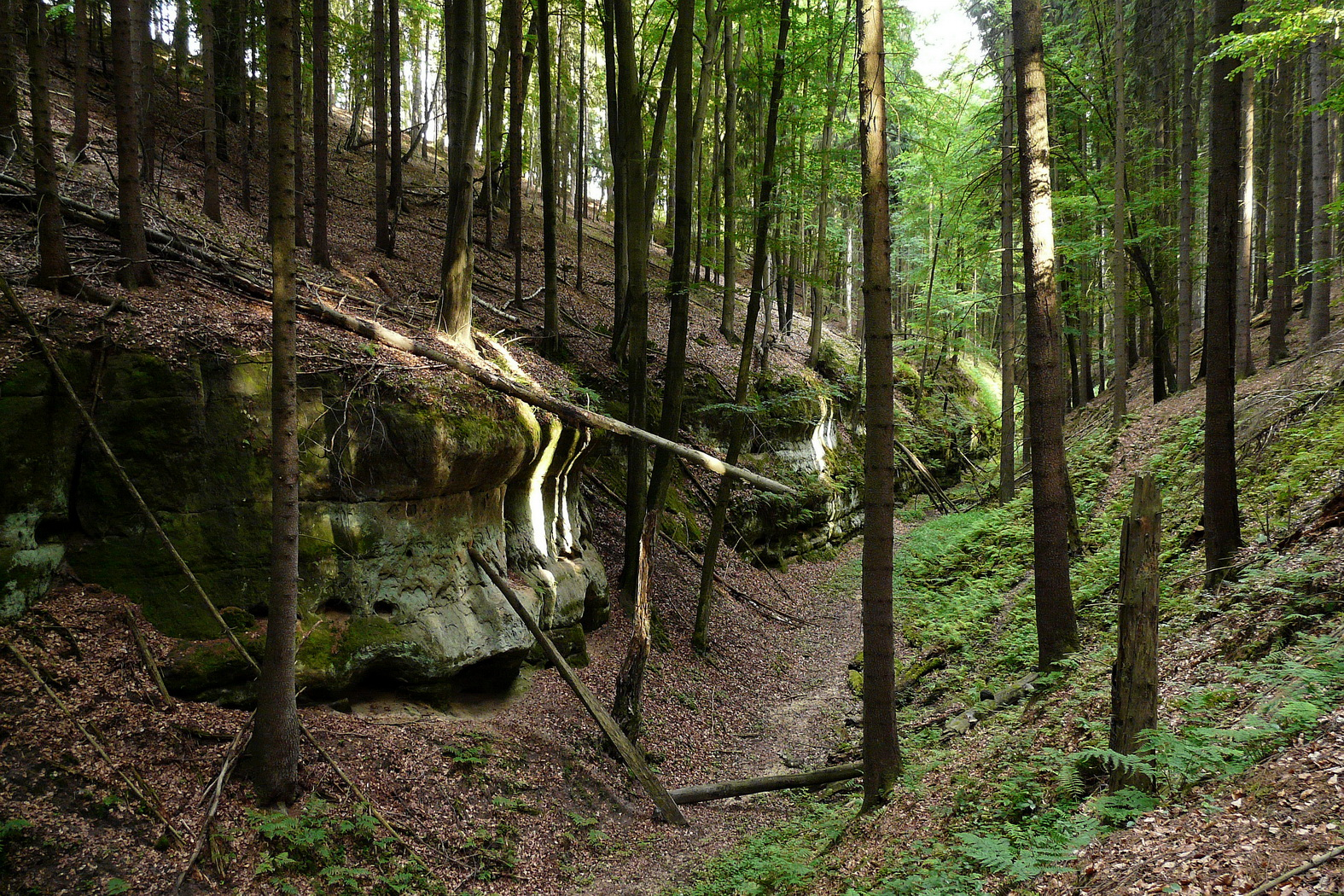
Wąwozy Bukovské ochozy pod Orlím
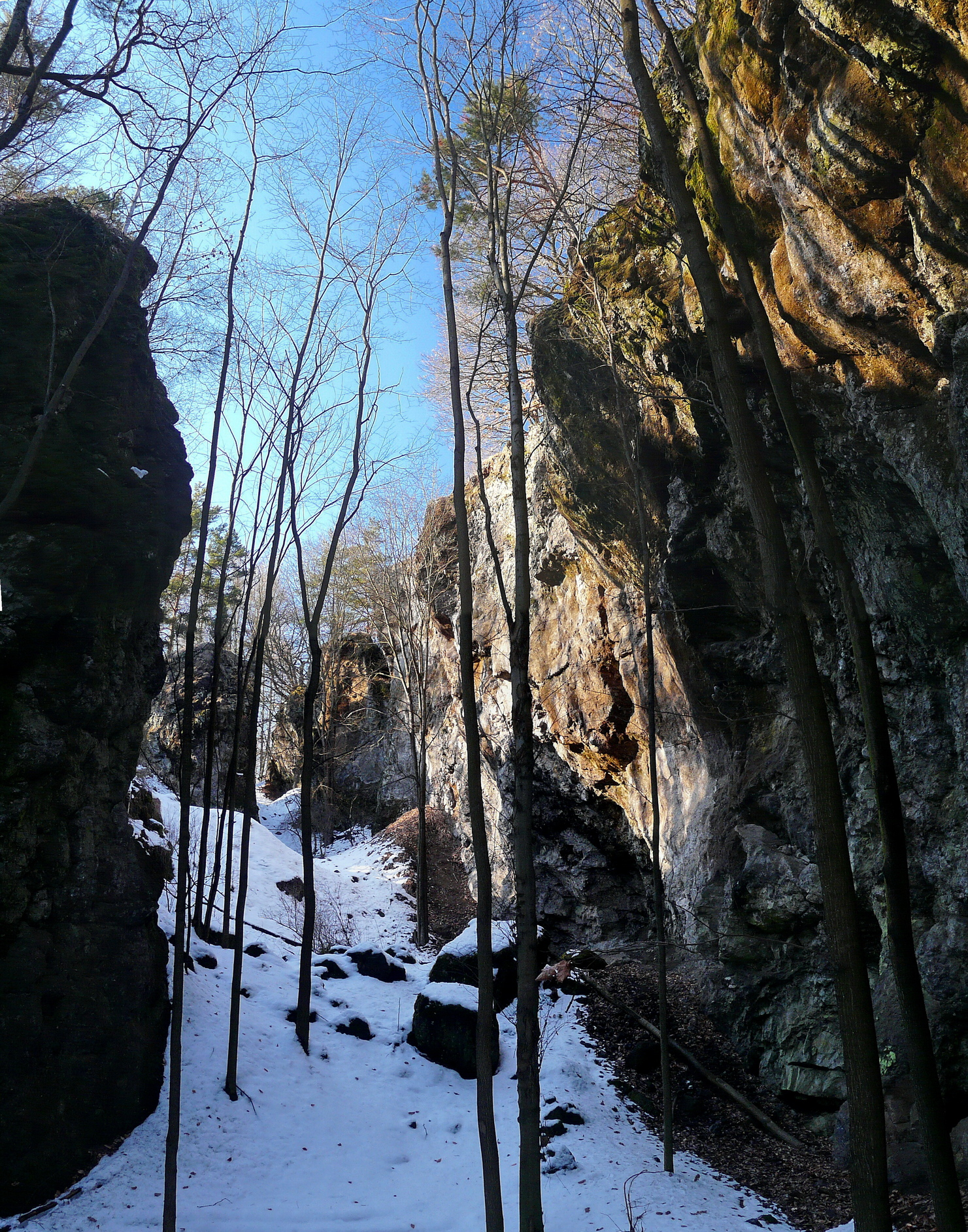
Kamieniołom bazaltu na Lysé hoře
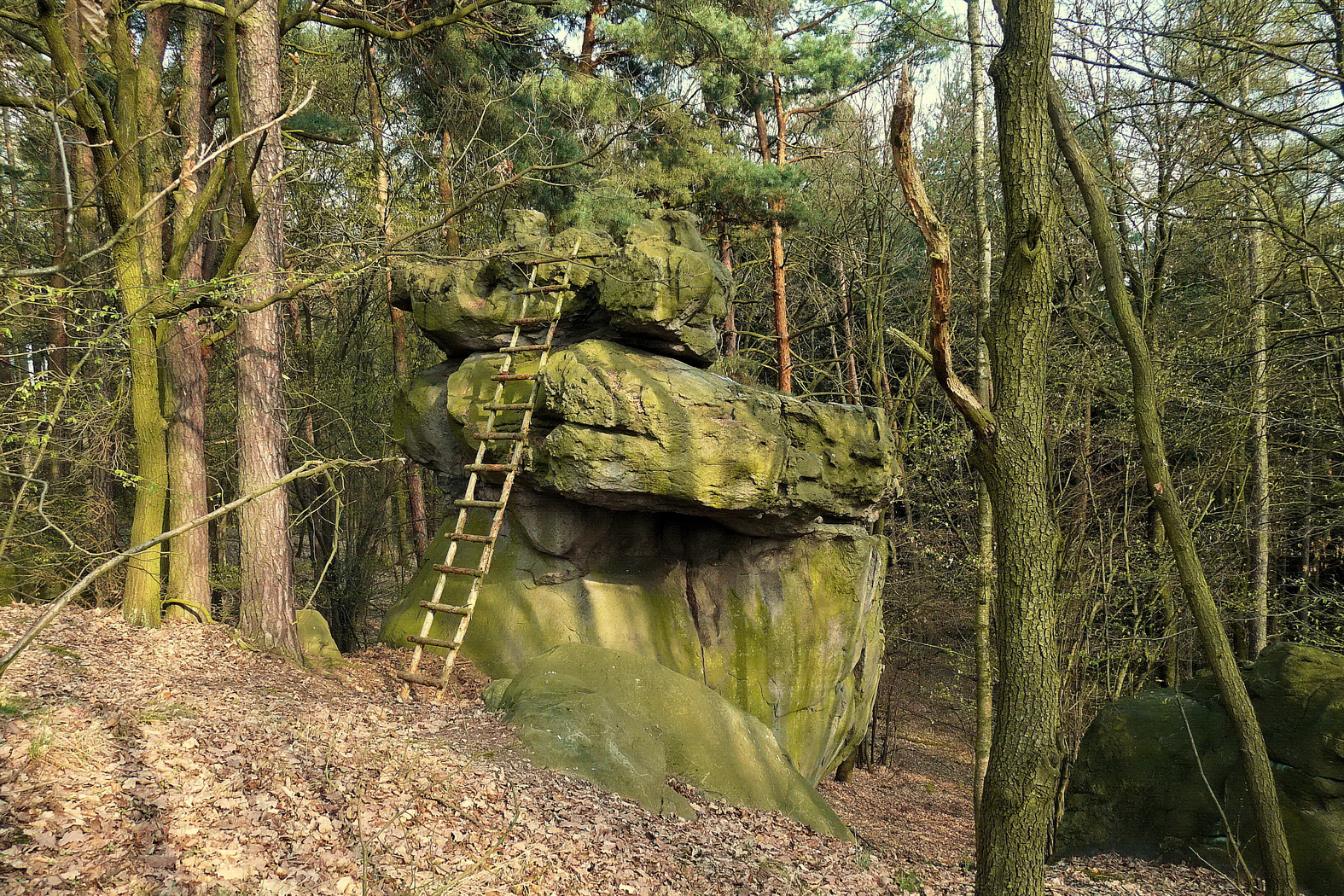
Skalna wieża na Bezvelu